# Piraziz
Piraziz ist eine türkische Küstenstadt am Schwarzen Meer und zugleich Verwaltungszentrum des gleichnamigen Landkreises in der Provinz Giresun. Die Stadt liegt ca. 23 km (27 Straßenkilometer) westlich der Provinzhauptstadt Giresun. Der Ort wurde 1965 zur Gemeinde (Belediye) erhoben und beherbergt die reichliche Hälfte der Landkreisbevölkerung (2020: 55,9 %).
Der Landkreis Piraziz liegt im Westen der Provinz und grenzt im Osten an den Kreis Bulancak und im Westen an zwei Kreise der Provinz  Ordu. Der Bucak Piraziz wechselte 1934 in den neugegründeten Landkreis Bulancak und blieb dort, bis er abgespalten am 16. August 1988 zum Landkreis Piraziz wurde. Die letzten Bevölkerungsangaben vor der Gebietsänderung stammen von der Volkszählung 1985 und wiesen 18.461 Einwohner für den Bucak aus, davon für den Bucakhauptort (Bucak Merkezi) Piraziz 5498 Einwohner.
Ende 2018 bestand der Kreis neben der Kreisstadt noch aus 22 Dörfern (Köy) mit durchschnittlich 263 Bewohnern pro Dorf (Gesamtbevölkerung aller Dörfer: 5778 Einw.). Das Dorf Bozat ist mit 813 Einwohnern das größte.